# Bildschirmtastatur

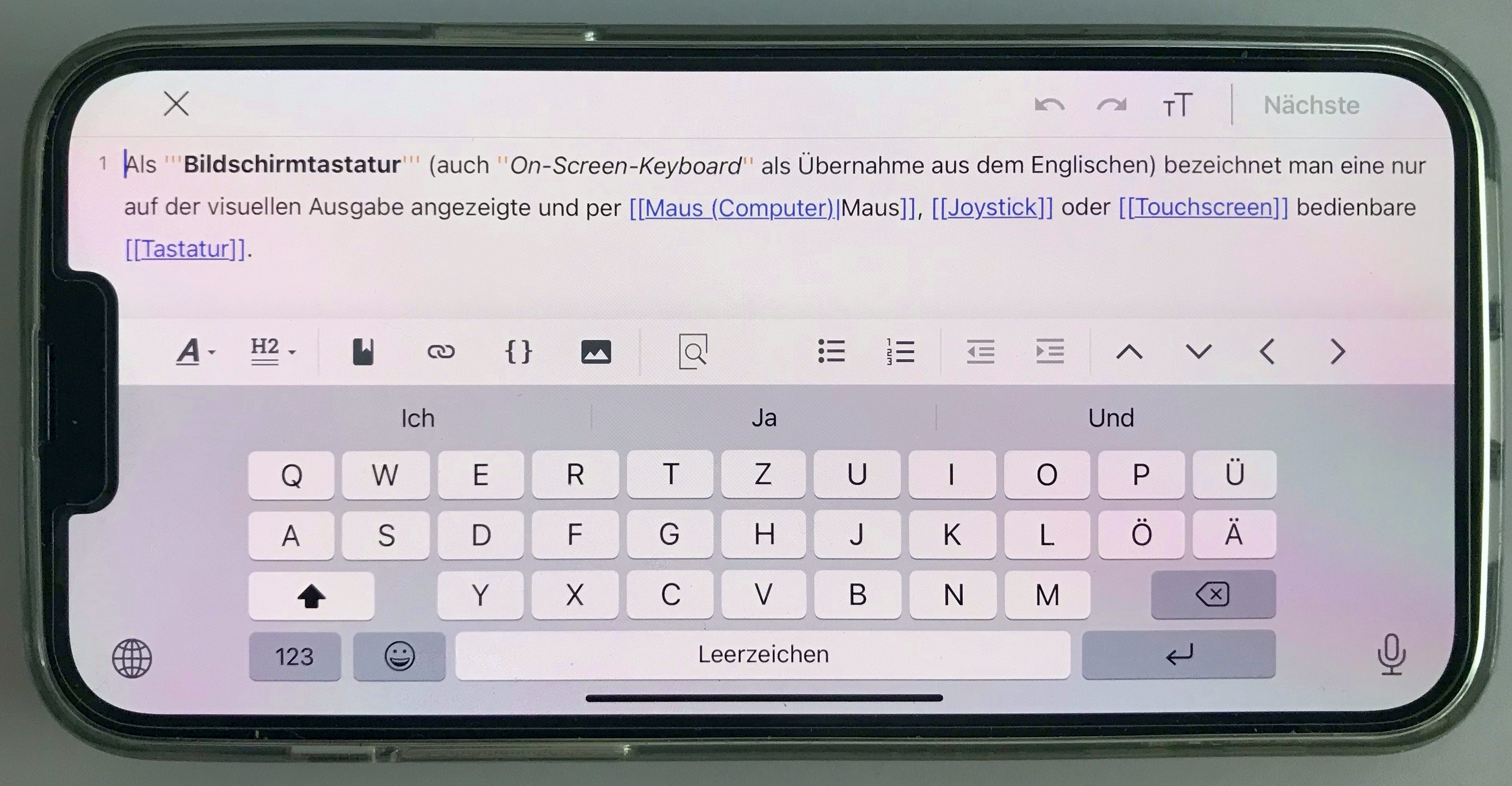
Smartphone mit aktivierter Bildschirmtastatur

Als Bildschirmtastatur (auch On-Screen-Keyboard als Übernahme aus dem Englischen) bezeichnet man eine nur auf der visuellen Ausgabe angezeigte und per Maus, Joystick, Eingabestift oder mit den Fingern bedienbare Tastatur.

## Anwendungen
Eine Bildschirmtastatur wird meistens dort angewendet, wo zu wenig Platz für eine Hardwaretastatur ist, Gewicht eingespart, der Zugriff auf bestimmte Tasten unterbunden werden soll, die Bedienung einer Hardwaretastatur aufgrund motorischer Einschränkungen dem Anwender unmöglich ist oder zum Schutz vor Keyloggern. Von Anwendern wird jedoch oft die Hardwaretastatureingabe vorgezogen, da sich die Tasten dort durch ein klares haptisches Feedback und/oder größere Tasten angenehmer bedienen lassen. Zum Ausgleich bieten Bildschirmtastaturen in der Regel eine Wortvorhersagefunktion oder eine Wortvervollständigungsfunktion (Autokorrektur). Als weiterer Nachteil verdecken Bildschirmtastaturen auf manchen Geräten wie Smartphones und Tablets mitunter große Teile des Bildschirms.
An Infoportalen und Kiosksystemen auf Bahnhöfen oder Flughäfen werden oft Bildschirmtastaturen verwendet, um die Benutzer auf die Infosoftware zu beschränken und den Diebstahl der Tastatur zu verhindern.
Konsolenspiele verwenden oft Bildschirmtastaturen, um dem Spieler das Eingeben seines Namens oder anderer kurzer Texte zu ermöglichen, da an die Konsole keine Tastatur angeschlossen ist.
Während die ersten Smartphones bis Mitte der 2000er nur mit einer physischen Tastatur bedient wurden, ermöglichten in der Folgezeit immer mehr Geräte die Eingabe von Text über die Bildschirmtastatur, ohne dass die Hardwaretastatur ausgeklappt werden muss. Auch Handschrifterkennung war und ist bei einigen Smartphones und Tablet-PCs möglich. Hierzu und für die Bedienung der Bildschirmtastatur war früher die Nutzung eines Eingabestiftes üblich, während heute die Nutzung mit den Fingern verbreitet ist.

Seither unterstützen eine zunehmende Anzahl von Smartphones bauartbedingt (weil rein Touchscreen-bedient) nur noch die Eingabe über die Bildschirmtastatur. Nur das kanadische Unternehmen Blackberry stellte noch bis 2018 Smartphones ohne reine Touchscreen-Bedienung her.
Virtuelle Tastaturen werden des Weiteren zur Eingabe von Schriftzeichen anderer Sprachen verwendet. Auf diese Weise kann ein Benutzer mit einer deutschen Tastatur oder mit Hilfe der Maus beispielsweise kyrillische oder arabische Schriftzeichen eingeben. Es ist möglich, den Text nach dem Standardlayout der Zielsprachentastatur einzugeben oder die so genannte phonetische Eingabe zu verwenden. Bei der phonetischen Eingabe werden Wörter der Zielsprache mit deutschen Buchstaben eingegeben und anschließend in die Zielschrift umgewandelt.
Je nach Software könnte der Nutzer die Möglichkeit haben, benutzerdefinierte Begriffe und Abkürzungsbegriffe hinzuzufügen. Ersteres wird von der Software wie ein üblicher Zielbegriff behandelt, und Letzteres ermöglicht das Ersetzen einer Abkürzung mit einem längeren festgelegten Begriffe, oder dessen Vorschlag (falls automatische Ersetzung deaktiviert ist).

## Techniken
Auf PCs werden die Bildschirmtastaturen meist als Anwendungsfenster angezeigt, das über die Maus oder einen Touchscreen bedient werden kann. Moderne PC-Bildschirmtastaturen unterstützen auch die Bedienung mit mehreren Fingern gleichzeitig.
Bei Konsolen ist die Funktionalität, auf die spezifische Anwendung zugeschnitten, fest im Spiel integriert.
Smartphones öffnen, sobald der Benutzer ein Textfeld anwählt, entweder ein Tastatur-Pop-up oder verwenden den gesamten Bildschirm für die Texteingabe (je nach Bildschirmgröße des Geräts).

## Sonderformen
Bei der Darstellung der Tasten auf dem Bildschirm ist zwar eine Orientierung an der Gestaltung physischer Tastaturen üblich (wie Rechteckform der Tasten und Anordnung in Reihen), jedoch kann hiervon auch abgewichen werden.

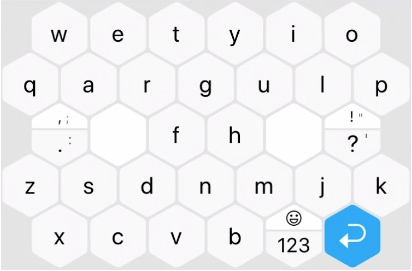
Hexagonales Tastaturlayout

### Hexagonale Bildschirmtastatur
Die 2015 in der Schweiz in Kooperation mit der ETH Zürich für Smartphones entwickelte Bildschirmtastur-Software „Typewise“ zeigt sechseckige Tastenfelder in Waben-Anordnung. Die Tasten sind wie die der jeweiligen traditionellen Tastatur angeordnet, mit einigen Änderungen. Anstatt der großen Leertaste gibt es zwei kleinere in der Mitte, die mit den Daumen gut erreichbar sein sollen. Die Umschalttaste wird durch das Hochwischen auf Tasten und die Rücksetztaste durch das Wischen nach links auf der Tastatur ersetzt. Umlaute können durch das Halten auf einer Taste aufgerufen werden.